# Camera delle chiavi
La Camera delle chiavi (in inglese House of Keys; in mannese Yn Kiare as Feed (letteralmente "I quattro e venti") è il ramo direttamente eletto del Tynwald, il parlamento dell'Isola di Man.
Le ultime elezioni si sono tenute nel 2021.
L'altra camera, il Consiglio legislativo dell'Isola di Man, è eletta dai membri della Camera delle chiavi.

## Membri
Membri eletti ad aprire 2017:
| Collegio elettorale        | MHKs                           |
| -------------------------- | ------------------------------ |
| Arbory, Castletown & Malew | Graham Cregeen                 |
| Arbory, Castletown & Malew | Jason Moorhouse                |
| Ayre & Michael             | Tim Baker                      |
| Ayre & Michael             | Alfred Cannan                  |
| Douglas Central            | Ann Corlett                    |
| Douglas Central            | Christopher Thomas             |
| Douglas East               | Chris Robertshaw               |
| Douglas East               | Clare Bettison                 |
| Douglas North              | Ralph Peake                    |
| Douglas North              | David Ashford                  |
| Douglas South              | Bill Malarkey                  |
| Douglas South              | Kate Beecroft (Liberal Vannin) |
| Garff                      | Daphne Caine                   |
| Garff                      | Martyn Perkins                 |
| Glenfaba & Peel            | Geoffrey Boot                  |
| Glenfaba & Peel            | Ray Harmer                     |
| Middle                     | Howard Quayle                  |
| Middle                     | Bill Shimmins                  |
| Onchan                     | Julie Edge                     |
| Onchan                     | Rob Callister                  |
| Ramsey                     | Alex Allinson                  |
| Ramsey                     | Lawrie Hooper (Liberal Vannin) |
| Rushen                     | Laurence Skelly                |
| Rushen                     | Juan Watterson (Speaker)       |

- Tutti i membri oltre i due nel Liberal Vannin sono stati eletti come indipendenti.